# Organización de Transexuales por la Dignidad de la Diversidad
Organización de Transexuales por la Dignidad de la Diversidad (OTD) fue una organización chilena dedicada a la defensa de los derechos de la población transgénero operativa entre 2005 y 2015, siendo la primera de su tipo constituida en Chile.

## Historia
El 17 de junio de 2005 el profesor Andrés Rivera Duarte, Rosa Navarro Sáez, Silvia Salinas Olivares, Michel Riquelme Norambuena, Celina Di Domenico, Elizabeth Cornejo Nuñez, Andrea Delgado Cárdenas, Carola Vargas Pichón, Felipe Strange Herrera, Raúl Rivera Ahumada, Inés Salgado Cifuente, Marcia Cornejo Corral, Cecilia Corral Monterrey y Claudio Rivera Ávila fundan en Rancagua la organización, obteniendo su personalidad jurídica el 13 de julio de dicho año. Entre los logros de OTD está que en 2007 se obtuviera el reconocimiento de cambio de nombre y sexo de un hombre transgénero sin cirugía de reasignación sexual, convirtiéndose Rivera en el primer caso conocido en Chile en recibir dicha modificación. En 2009 abrió su primera sede en Rancagua, existiendo también oficinas de coordinación en Santiago y Concepción.
En mayo de 2013 fue uno de las organizaciones fundadoras del «Frente de la Diversidad Sexual», junto con el Movimiento por la Diversidad Sexual, Todo Mejora, Fundación Iguales, Acción Gay, y Valdiversa, sumándose posteriormente Rompiendo el Silencio, Fundación Daniel Zamudio, Red de Psicólogos de la Diversidad Sexual, Somos Coquimbo y Mogaleth. También participó de las gestiones para la aprobación de la Ley Antidiscriminación tras el asesinato de Daniel Zamudio en 2012.
En 2014, OTD sufre un quiebre interno y un grupo de sus integrantes se escinde de la organización, decidiendo trasladar sus actividades a Santiago de Chile debido a las limitaciones de su campo de acción al encontrarse registrada la primera organización en Rancagua; de esta forma en enero de 2015 surge OTD Chile como agrupación de carácter nacional.